# Mount Elder
Mount Elder är ett berg i Antarktis. Det ligger i Sydshetlandsöarna. Argentina, Chile och Storbritannien gör anspråk på området. Toppen på Elder är 780 meter över havet, eller 337 meter över den omgivande terrängen. Bredden vid basen är 9,1 km.
Terrängen runt Elder är kuperad åt nordväst, men åt sydost är den platt. Havet är nära Elder åt sydost. Trakten är obefolkad. Det finns inga samhällen i närheten. 